# Bristol Beaufort
Bristol Type 152 Beaufort var ett lätt bombflygplan och torpedflygplan som konstruerats av Bristol Aeroplane Company och var till viss del en vidareutvecklad Bristol Blenheim. 
Beaufort kom primärt att brukas av det australiensiska flygvapnet i stillahavsområdet, vilka var tillverkades på licens i Australien. Beauforts tjänstgjorde även med det brittiska kustkommandot, samt av de samväldespiloter som flög i Storbritannien. Flygplanet togs ur tjänst år 1944. Från augusti 1941 flög Beauforts från Malta på jakt efter konvojer från Italien till Libyen som fraktade förnödenheter och bränsle till Deutsches Afrikakorps.